# Interstellare Raumfahrt

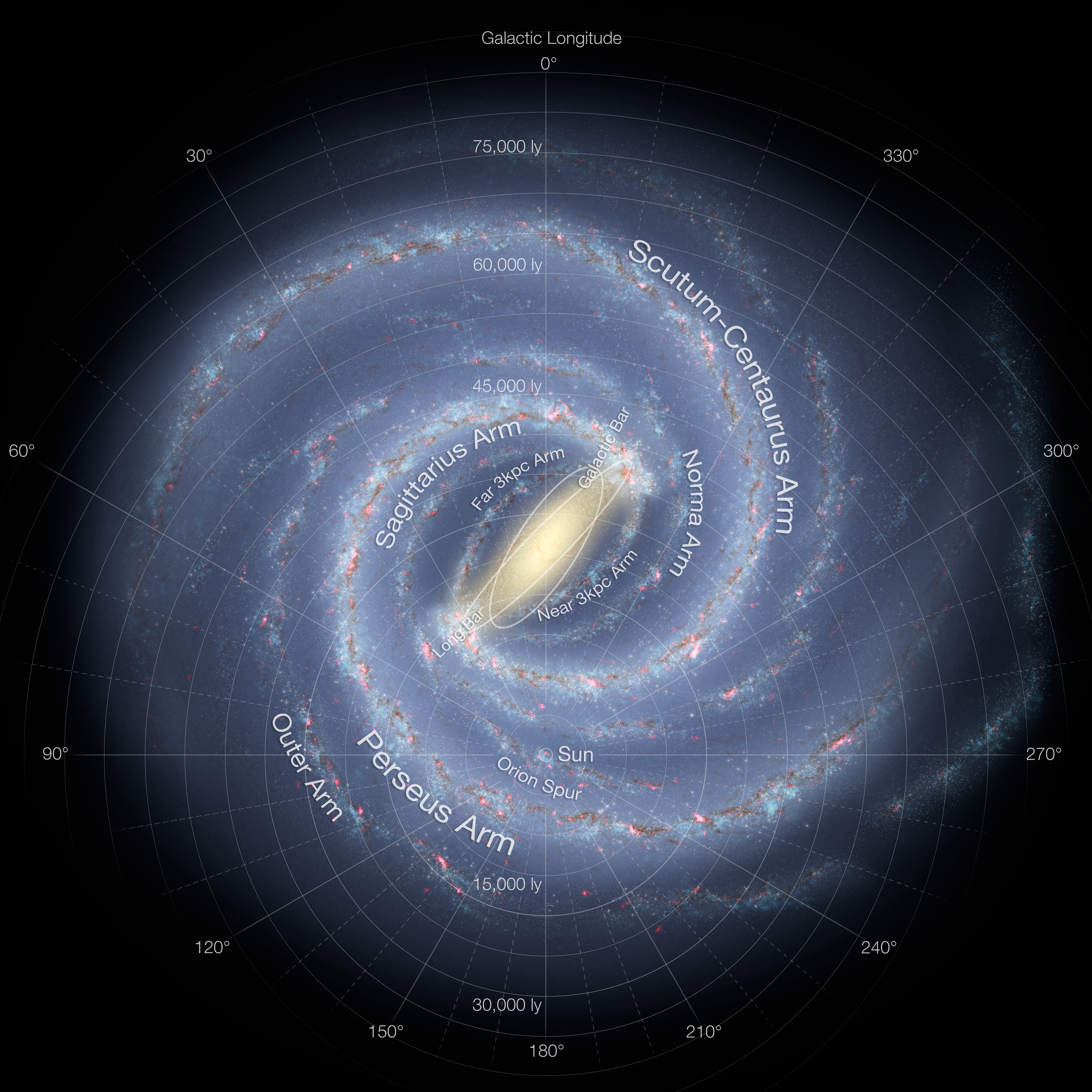
Schematische Darstellung des Milchstraßensystems

Die interstellare Nachbarschaft

Interstellare Raumfahrt umfasst alle Raumfahrten in den interstellaren Raum, u. a. mit dem Ziel, ein anderes Sternsystem zu erreichen. Die Herausforderungen liegen dabei in der Überwindung der großen Distanzen, der daraus folgenden langen Reisezeit sowie der Mitführung einer eigenen Energiequelle. Für eine bemannte interstellare Raumfahrt existieren bisher nur theoretische Konzepte.

## Anforderungen

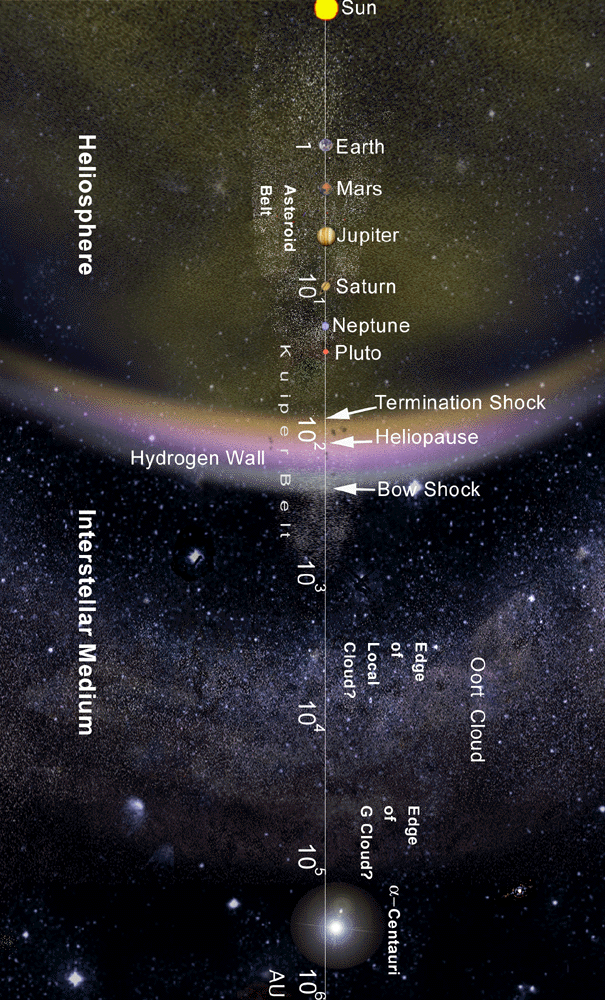
Der Weg von der Sonne zu Alpha Centauri (Entfernungen in logarithmischer Skala)

Das Haupthindernis für interstellare Raumfahrt liegt in den immensen Entfernungen, die zu überwinden sind. Neptun umkreist als äußerster Planet die Sonne im Abstand von 30 Astronomischen Einheiten (AE), bis zum Beginn des interstellaren Raums an der Heliopause sind es aber 120 AE und bis zum nächsten Stern 4,2 Lichtjahre (268.000 AE).
Die Raumsonden Voyager 1 und Voyager 2 haben als bislang einzige irdische Raumfahrzeuge funktionstüchtig die Heliopause erreicht und brauchten dafür 35 bzw. 41 Jahre. Zu den nächstgelegenen Sternen würden sie mit dieser Geschwindigkeit hunderttausend Jahre brauchen.

### Geschwindigkeit
Um innerhalb einer annehmbaren Zeit (d. h. innerhalb von Jahrzehnten oder Jahrhunderten) das Ziel erreichen zu können, müsste der Raumflugkörper mit einem nennenswerten Bruchteil der Lichtgeschwindigkeit fliegen. Zudem besteht das Problem, die Geschwindigkeit in relativ kurzer Zeit auch wieder abbremsen zu können, um ausreichend Zeit zur Beobachtung des Zielobjektes zu erhalten oder gar den Rückflug anzutreten.

### Abschirmung
Der Raum zwischen den Sternen ist erfüllt mit dem interstellaren Medium – Gas, Staub und Strahlung. Bei sehr hohen Geschwindigkeiten können schon Kollisionen mit kleinsten Staubteilchen große Schäden verursachen, ebenso die Strahlung. Dies erfordert Schutzsysteme. Zudem kann das interstellare Gas einen bremsenden Einfluss haben.

### Energiequelle
Interstellare Raumflugkörper benötigen eigene Energiequellen. Schon ab ca. 10 AE ist das Sonnenlicht so schwach, dass Solarmodule für die Energieerzeugung ungeeignet sind. Bisherige Sonden ins äußere Sonnensystem verwendeten Radionuklidbatterien.

### Autonomie
Ein interstellarer Raumflugkörper müsste autonom funktionieren, um den Zielort ohne Hilfe von der Erde aus ansteuern und untersuchen zu können, da Signale von der Erde zum Raumschiff mehrere Jahre benötigen würden.

### Langlebigkeit
Ein weiteres Problem ist die Lebensdauer der Systeme. Vor allem die Elektronik ist hiervon betroffen. Aufgrund des noch jungen Technologiezweiges (Beginn etwa in den 1960er Jahren) existieren noch zahlreiche offene Fragen zur Lebensdauer von elektronischen Komponenten/Systemen.

## Mögliche Antriebe
Soll das Objekt den nächstgelegenen Stern innerhalb eines überschaubaren Zeitraums (~ ein halbes Jahrhundert) erreichen, muss das Objekt innerhalb eines kurzen Zeitraums auf eine annähernd relativistische Geschwindigkeit (z. B. ~ 0,1 c) beschleunigen und davon sinnvollerweise auch wieder abbremsen. Die Herausforderung hierbei kann mit der Ziolkowski-Gleichung verdeutlicht werden:
{\displaystyle \Delta v\ =v_{\mathrm {e} }\ln {\frac {m_{0}}{m_{1}}}}
mit Startmasse {\displaystyle {m_{0}}} und Nutzlast {\displaystyle {m_{1}}}.
Um eine hohe Geschwindigkeitsänderung {\displaystyle \Delta v} zu erhalten, wird also eine hohe effektive Ausströmgeschwindigkeit des Reaktionsgases {\displaystyle v_{\mathrm {e} }} (die gleich der Triebwerkskennzahl spezifischer Impuls {\displaystyle I_{\mathrm {sp} }} ist) benötigt. Weiters muss viel Treibstoff umgewandelt werden ({\displaystyle m_{0}/m_{1}}), um die benötigte Energie zu erzeugen. Deshalb ist eine hohe Schubkraft notwendig, die die notwendige Beschleunigungsenergie innerhalb eines relativ kurzen Zeitraums erzeugt.
Aus dieser Überlegung heraus können deshalb zwei Triebwerkskategorien ausgeschlossen werden:
- Chemische Triebwerke besitzen zwar eine hohe Schubkraft, aber aufgrund der Verwendung von chemischer Energie ist die Effizienz ({\displaystyle I_{sp}}) dieser Triebwerke sehr gering.
- Elektrische Antriebe weisen eine hohe Effizienz auf, jedoch ist der Treibstoffausstoß aufgrund der Verwendung elektrischer Ladungen und deren Abstoßung untereinander eher gering.

In einigen Konzepten wird deshalb hauptsächlich der nukleare Pulsantrieb favorisiert, der aus heutiger Sicht realisierbar wäre. Auch der Antimaterie-Antrieb könnte in ferner Zukunft vielversprechend sein. Wegen des Energieaufwands zur Beschleunigung der Treibstoffmassen bevorzugen einige Wissenschaftler den treibstofflosen Antrieb, der mittels Krafteinwirkung durch äußere Felder das Objekt beschleunigt (siehe u. a. Breakthrough Propulsion Physics Project). Eine mögliche Fragestellung hierbei ist auch, ob die Gravitationsfelder der benachbarten Sternsysteme einen Einfluss auf den Flugweg eines Objektes haben könnten. In einer ESA-Studie konnte gezeigt werden, dass ein Mehrkörperproblem im interstellaren Raum vernachlässigbar ist, was bedeutet, dass nur die Einfluss-Sphäre eines Sternsystems von Bedeutung ist. D. h. ein Objekt kann im interstellaren Raum, außerhalb der Einfluss-Sphären, eine Position einnehmen, ohne durch die Gravitationskräfte der Sternsysteme wesentlich von der Position abgebracht zu werden.

## Konzepte für eine unbemannte interstellare Raumfahrt
Das Wissen bezüglich des interstellaren Raums und der Heliosphäre ist derzeit noch gering, sodass erste interstellare Missionen zuerst der Erforschung dieser Bereiche dienen. Einige Missionen, wie die der IBEX-Sonde, können von der Erde aus erste Erkenntnisse liefern, jedoch könnte nur eine Sonde vor Ort die Beschaffenheit des Raumes (Materieverteilung, magnetische Felder etc.) analysieren und die derzeitigen Modelle bestätigen oder widerlegen.

### Stufe I: Erforschung des interstellaren Raumes
Einer der ersten Entwürfe, neben dem einer ersten interstellaren Erkundungsmission (precursor mission) (1977), die nur das Vordringen in den interstellaren Raum vorsah, um Experimente durchführen zu können, war die TAU-Mission (Thousand Astronomical Units). Dieser Entwurf der NASA/JPL (1980er Jahre) sollte mit bereits getesteter Technologie bis zu 1000 AE zurücklegen. Als Antriebssystem wurde ein Ionenantrieb vorgesehen mit Xenon als Treibstoff und einer Radionuklidbatterie als Energiequelle. Die Missionsdauer sollte 50 Jahre betragen. Ein ähnliches Konzept, jedoch für interplanetare Forschungsmissionen, führte die NASA 2003 mit dem Projekt Prometheus und dem mittlerweile gestrichenen JIMO weiter. Die Energiequelle RTG in Kombination mit einem Ionenantrieb ist ein gängiges Konzept, jedoch existieren auch andere Vorschläge.
Diese beruhen auf der fortschreitenden Entwicklung im Bereich des Satelliten-Leichtbaus und der Sonnensegel-Technologie. Einer dieser Vorschläge beinhaltet eine 250 kg leichte Sonde, die mittels eines Sonnensegels mit einem Radius von ungefähr 200 m und einigen Gravity-Assist-Manövern eine Entfernung von 200 AE innerhalb von 15 Jahren erreichen soll. Das Sonnensegel soll nach der Beschleunigungsphase von ca. 5 AE abgestoßen werden.
Die Ziele einer solchen Mission liegen in der
1. Erforschung des interstellaren Mediums, dessen Ursprung und der Materieentstehung in der Galaxie,
2. Erforschung der Heliosphäre und deren Interaktion mit dem interstellaren Medium,
3. Erforschung fundamentaler astronomischer Prozesse in der Heliosphäre und dem interstellaren Medium,
4. Bestimmung fundamentaler Eigenschaften des Universums.

Ein weiterer Nutzen in der Beantwortung dieser Fragestellungen kann dem Auffinden einer Lösung zur Nutzung des interstellaren Mediums für das Antriebssystem oder der Energieversorgung dienen. Sollte so eine Möglichkeit existieren, könnten die Kosten eines interstellaren Raumschiffs zum nächsten Sternsystem erheblich reduziert werden.

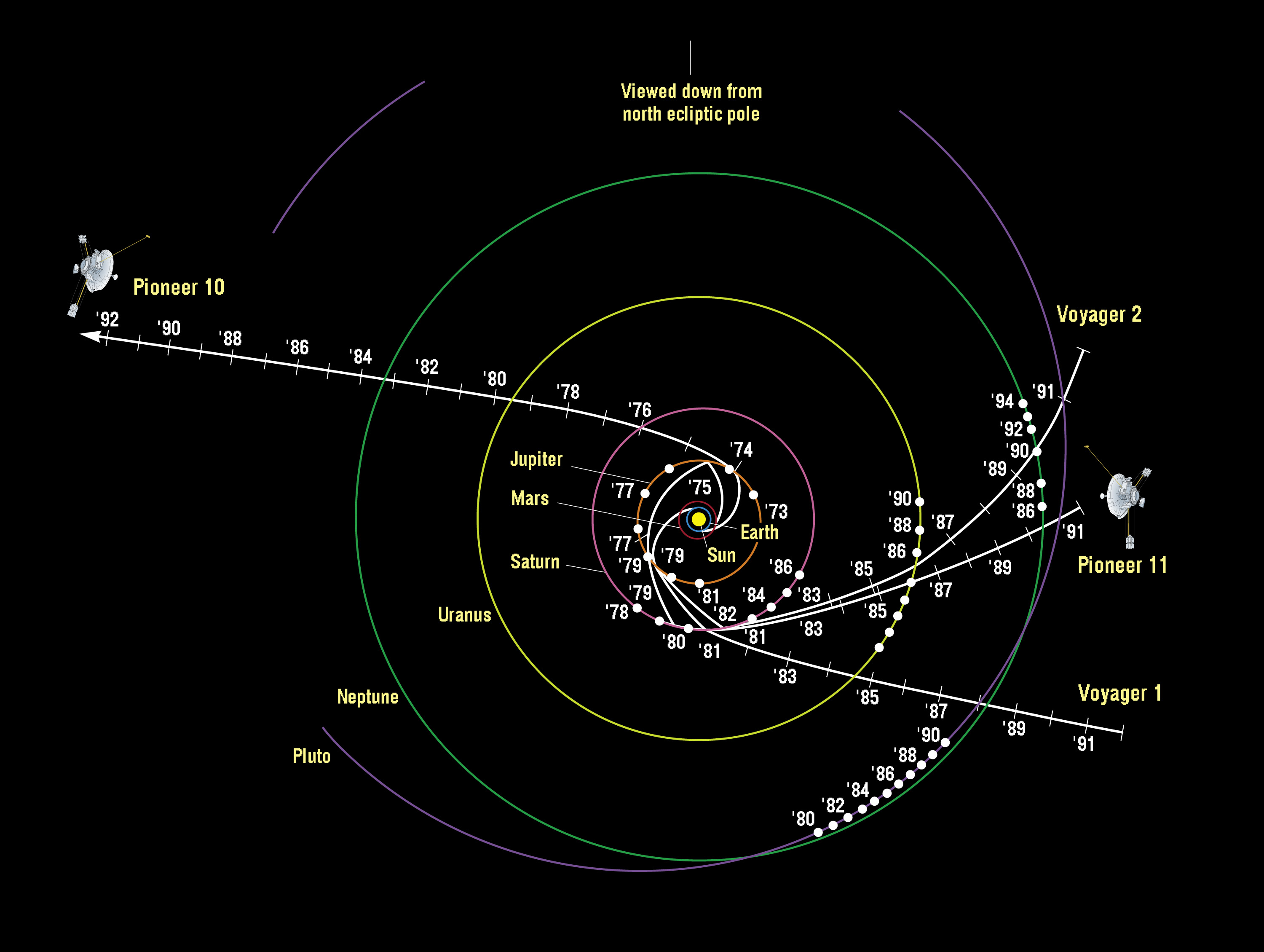
Missionen zum äußeren Sonnensystem: Pioneer 10, Pioneer 11, Voyager 1 und Voyager 2

#### Realisierte Missionen
Als einzige Sonden haben Voyager 1 (August 2012) und Voyager 2 (November 2018) den interstellaren Raum erreicht. Pioneer 10 und 11 sind ähnlich weit entfernt, aber der Kontakt zu ihnen ging lange zuvor verloren. Bei New Horizons ist nicht gewiss, ob die Energieversorgung bis zum Erreichen der Heliopause ausreicht. Bei keiner der genannten Sonden handelt es sich um interstellare Sonden im eigentlichen Sinne, da sie ursprünglich nicht für eine interstellare Reise gebaut wurden. Ihr Hauptziel war, Teile des Sonnensystems zu untersuchen. Dementsprechend wurden ihre Geräte nicht für längere Reisen ausgelegt.

### Stufe II: Erforschung anderer Sternsysteme

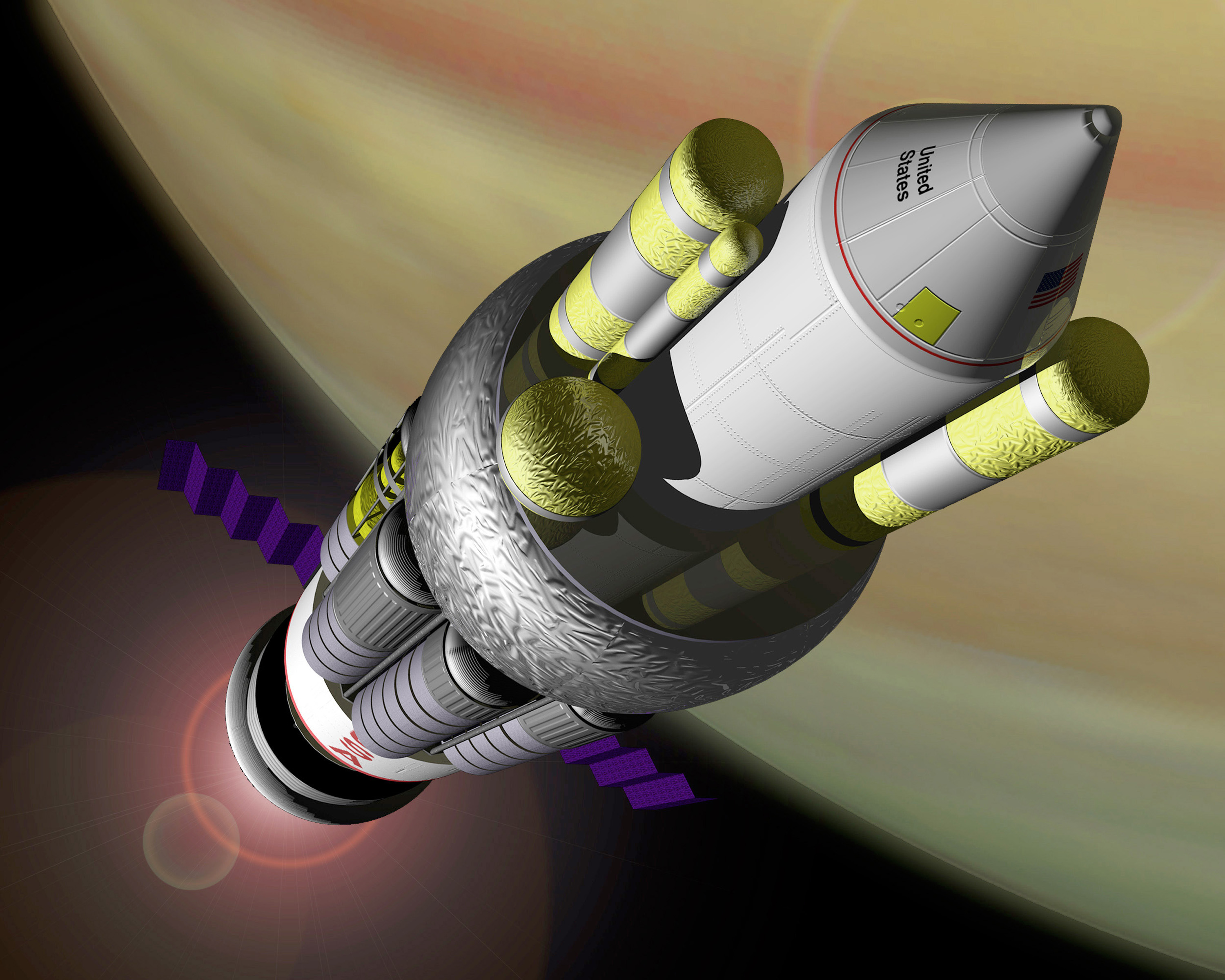
Künstlerische Darstellung eines Orion-Raumschiffs aus der NASA-Entwurfsphase

Während für eine Reise in den interstellaren Raum nur einige 100 AE zurückgelegt werden müssen, beinhaltet eine Reise zu anderen Sternsystemen das Zurücklegen einer Entfernung von einigen 100.000 AE (1 ly ≈ 63.000 AE). Diese Änderung der Größenordnung wird vor allem an der Auswahl des Antriebssystems erkenntlich. Hauptantriebssystem in den Projekten Orion, Daedalus, Longshot und Icarus ist der nukleare Pulsantrieb. Dieser gilt von all den vorgeschlagenen Systemen als am ehesten technisch realisierbar. Weitere Thematiken, die in den Projekten behandelt wurden und werden, sind Schutzmechanismen vor Strahlung und Mikropartikeln, künstlich intelligente Systeme und Missionsabläufe. Neben diesen Studien existieren noch weitere Vorschläge bzgl. Missionen zu anderen Sternsystemen.
Eine weitere Idee ist der Versand von kleinen Sonden (~ 50 kg) zu benachbarten Sternsystemen, die sich am Zielort selbst reproduzieren, Kommunikationsempfänger und Transmitter aufbauen und eine eventuelle Kolonisation durch Menschen vorbereiten sollen. Die Rohstoffe erhalten die Nanoroboter mittels In-situ-Technologie vor Ort. Der Vorteil dieser Mission ist der geringere Energieaufwand, um so eine Sonde, im Gegensatz zu einer voll funktionsfähigen Sonde (z. B. Cassini-Huygens mit 5.364 kg), zu einem anderen Sternsystem zu schießen.
Am 12. April 2016 wurde von Yuri Milner und Stephen Hawking das von Milner mit 100 Millionen Dollar finanzierte Projekt Breakthrough Starshot vorgestellt, das ein Konzept ausarbeiten soll, Nanosatelliten mittels Laserstrahlen zu beschleunigen und sie bis nach Alpha Centauri zu senden, von wo sie Bilder zurückschicken sollen.

## Konzepte für eine bemannte interstellare Raumfahrt

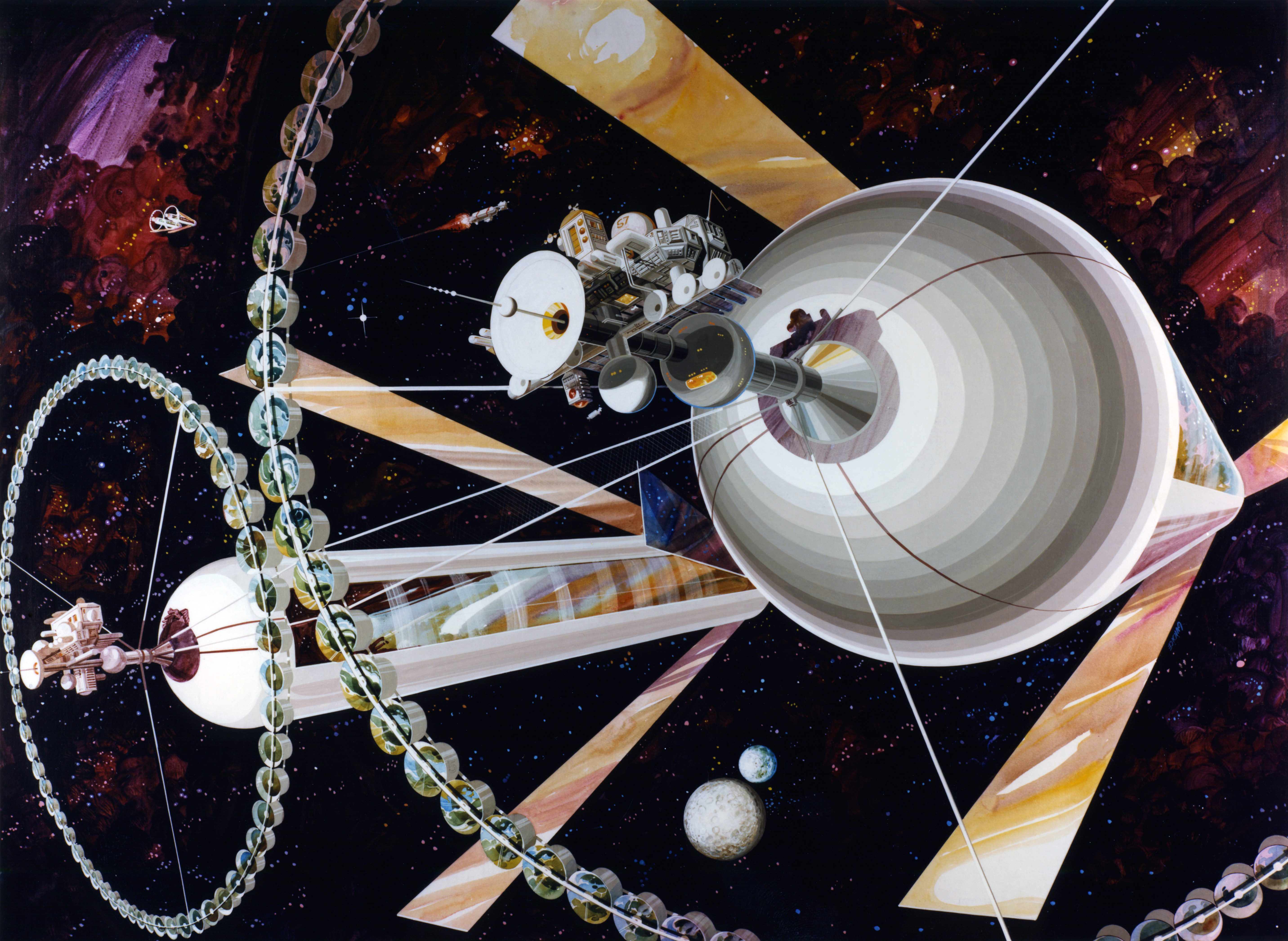
NASA-Illustration zweier O’Neill-Zylinder

Das Ziel einer bemannten interstellaren Raumfahrt wird die Erforschung und Kolonisierung fremder Sonnensysteme sein. Während es zu unbemannten Missionen schon einige Veröffentlichungen gibt, existieren für bemannte Missionen nur wenige. Eine dieser Veröffentlichungen ist der Wayland Report, der in Anlehnung an die Icarus-Studie (unbemannt) verfasst wurde. Der Wayland-Report befasst sich mit einem Generationenschiff.
Für die bemannte interstellare Raumfahrt gelten die gleichen Rahmenbedingungen wie für die unbemannte interstellare Raumfahrt. Zusätzlich kommen weitere Herausforderungen aufgrund der Nutzlast „Mensch“ hinzu: Menschen haben eine begrenzte Lebensspanne, und sie brauchen eine Umgebung, die das Leben ermöglicht.

### Reise im Wachzustand
Wenn eine interstellare Reise innerhalb einer menschlichen Lebensspanne erfolgen soll, muss eine relativistische Geschwindigkeit erreicht werden. Der Energieaufwand wäre aber immens. Um ein bemanntes Raumschiff „nur“ auf 10 % der Lichtgeschwindigkeit zu beschleunigen, wären Energiemengen notwendig, die in der Größenordnung des jährlichen Weltenergiebedarfs liegen.

### Schläferschiffe
Die Besatzung dieses Raumschiffkonzeptes wird nach Abflug von der Erde in einen sogenannten Kryoschlaf, eine Art „künstlichen Winterschlaf“, versetzt und bei der Ankunft am Ziel wieder aufgeweckt. Der Vorteil dieses Konzeptes ist, dass auf groß angelegte Nahrungsproduktion und Unterhaltungseinrichtungen verzichtet werden kann. Allerdings sind die Auswirkungen eines solchen Kryoschlafs, so er technisch möglich wäre, beim Menschen noch unbekannt. In der Science Fiction ist dieses Konzept recht häufig anzutreffen, u. a. in den Filmen/Serien Alien, Avatar, Demolition Man, Futurama, Pandorum, Passengers, Prometheus – Dunkle Zeichen, Star Trek und Interstellar.

### Generationenschiffe
Der Name dieses Raumschiffkonzepts entstammt dem Sachverhalt, dass während der Reise zu einem anderen Sternsystem neue Generationen auf dem Raumschiff geboren werden und heranwachsen. Die Generationenschiffe sind dabei autarke Habitate, d. h., an Bord des Schiffes müssten beispielsweise Nahrungsanbau, Trinkwasser- und Sauerstoff-Recycling ermöglicht werden. Denkmodelle zu solchen Habitaten im erdnahen Raum bzw. in unserem Sonnensystem sind die O’Neill-Kolonien oder die Bernal-Sphäre. Ein Pilotprojekt hierfür war das (weitgehend erfolglose) Experiment Biosphäre 2, bei dem versucht wurde, ein abgeschlossenes System im ökologischen Gleichgewicht zu halten. Eine wesentliche Fragestellung bei diesem Konzept, die bisher kaum beantwortet ist, ist die zur Crewgröße und -zusammensetzung. Die Crewgröße ist dabei ausschlaggebend für die Gesamtmasse des Raumschiffes, da einer Person ein bestimmter Ressourcenbedarf zugeschrieben werden muss (Raum, Nahrung etc.).
Am 23. Mai 2007 wurde eine wissenschaftliche Arbeit unter der Leitung von Arturo Casadevall veröffentlicht, die von Pilzen handelt, die (wahrscheinlich mittels Melanin) Radioaktivität in für ihren Organismus nutzbare Energie umwandeln. Es ist denkbar, dass mit Hilfe von solchen Pilzen während Raumflügen Nahrung für Astronauten produziert werden kann. Im Weltall ist überall mehr Hintergrundstrahlung als von Pflanzen nutzbares Licht vorhanden.

### Embryonentransport
Bei dieser Art von Raumschiff würden tiefgefrorene menschliche Embryos auf die Reise geschickt. Ein paar Jahre vor, zur oder nach Ankunft am Ziel würden diese aufgetaut, gezüchtet und von Robotern großgezogen werden. Diese Form des Transportes wäre, wenn möglich, die effektivste Form, da keine aufwendigen Habitatstrukturen für eine Reise von mehreren Jahrzehnten mitgeführt werden müssten. Vor Ort könnten dann die lokalen Ressourcen genutzt werden, sodass Roboter die benötigten Habitate errichten könnten. Abgesehen von technischen Herausforderungen ist diese Methode unter ethischen Gesichtspunkten umstritten. Zum heutigen Zeitpunkt ist unklar, ob und wenn ja wie ein Aufwachsen ohne erwachsene menschliche Vorbilder die Psyche von Kindern verändert. Es müssten Roboter konstruiert werden, die eine menschliche Erziehung nachbilden können. Nicht zuletzt müsste ein künstlicher Uterus entwickelt werden, in dem der Embryo heranwachsen könnte. Das Autorenpaar Angela Steinmüller und Karlheinz Steinmüller greift dieses Konzept in ihrem Science-Fiction-Roman Andymon aus dem Jahr 1982 auf.

## Zielorte
Unsere stellare Nachbarschaft weist einige interessante Zielorte auf. In der folgenden Tabelle sind die Sternsysteme aus der Liste der nächsten Sterne aufgelistet, die uns nahe und somit leichter erreichbar sind und bei denen es Hinweise auf Planeten gibt. Zusätzlich sind noch die jeweils nächsten Einzel- und Doppelsysteme der jeweiligen Spektralklassen aufgeführt.
| Sternsystem         | Entfernung (in Lj) | dec  | Anmerkung |
| ------------------- | ------------------ | ---- | --- |
| Alpha Centauri      | 4,3                | −61° | Dreifachsystem aus je einem Stern der Klasse G, K und M, bei dem Modelle das Vorhandensein terrestrischer Planeten erlauben. Der Rote Zwerg Proxima Centauri besitzt nach aktuellem Erkenntnisstand einen erdähnlichen Exoplaneten: Proxima Centauri b. Ob Alpha Centauri B Planeten hat, ist unklar. Das System nähert sich derzeit dem Sonnensystem und wird in 28.400 Jahren mit 2,97 Lj seine größte Annäherung erreicht haben. |
| Barnards Pfeilstern | 6,0                | +5°  | Roter Zwerg und Zielort des Projektes Daedalus. Das Vorhandensein eines Exoplaneten wurde lange Zeit diskutiert, ein Nachweis wurde bisher noch nicht geliefert. Günstiges Ziel, da er sich nur 5° oberhalb der Ekliptik befindet und sich derzeit dem Sonnensystem nähert (größte Annäherung mit 3,74 Lj in 9800 Jahren). |
| Luhman 16           | 6,6                | −53° | Doppelsystem aus zwei Braunen Zwergen |
| WISE 0855−0714      | 7,5                | −7°  | Brauner Zwerg |
| Sirius              | 8,6                | −17° | Relativ junges Doppelsternsystem, bei dem die Masse von Sirius A doppelt so groß ist wie die der Sonne und bei dem der Begleiter Sirius B ein Weißer Zwerg ist. Vergleichsweise günstiges Ziel, da es sich nur 17° unterhalb der Ekliptik befindet und sich derzeit dem Sonnensystem nähert (größte Annäherung in 64000 Jahren mit 7,86 Lj).                                                                                        |
| Luyten 726-8        | 8,7                | +18° | Doppelsystem aus zwei Roten Zwergen. Entfernt sich derzeit von der Sonne (größte Annäherung 7,2 Lj vor 28.700 Jahren). |
| Ross 154            | 9,7                | +24° | Roter Zwerg, nähert sich derzeit dem Sonnensystem und ist mit seiner größten Annäherung auf 6,39 Lj in 157.000 Jahren ein günstiges Ziel, da er sich mit einer Geschwindigkeit von nur 12,2 km/s relativ zum Sonnensystem erreichen ließe (zum Vergleich: Voyager 1 hat eine Geschwindigkeit von 17 km/s). |
| Epsilon Eridani     | 10,5               | −9°  | Junges Sternsystem, bei dem eine Staubscheibe nachgewiesen wurde, mit einem Abstand analog dem Kuipergürtel. Gemäß der Theorie zur Planetenentstehung könnte das Sternsystem terrestrische Planeten entwickelt haben. Jedoch konnte dies noch nicht nachgewiesen werden. |
| Tau Ceti            | 11,9               | −16° | Nach Alpha Centauri derzeit zweitnächster sonnenähnlicher Stern. Nur 1,6 Lj von YZ Ceti entfernt. Da beide Sterne Planeten besitzen, wäre dies ein gutes Ziel für eine Doppelmission. Nähert sich derzeit dem Sonnensystem und wird in 43.000 Jahren mit 10,6 Lj die größte Annäherung erreicht haben. |
| YZ Ceti             | 12,1               | −17° | Roter Zwerg, derzeit nur 1,6 Lj von Tau Ceti entfernt und würde sich damit als Nachfolgeziel anbieten. |
| Wolf 1061           | 14,0               | −13° | Roter Zwerg, hat drei Planeten, darunter mit Wolf 1061 c einen potenziell bewohnbaren. |
| Gliese 445          | 17,6               | +79° | Roter Zwerg, nähert sich derzeit dem Sonnensystem und wird in etwa 40.000 Jahren im Abstand von 1,6 Lj von der Raumsonde Voyager 1 passiert (größte Annäherung an die Sonne in 46.000 Jahren mit 3,45 Lj). Wird in knapp 45.000 Jahren für etwa 8000 Jahre sonnennächster Stern sein. |

## Sonstiges
SETI-Forscher schlugen 1993 vor, nach Antriebs- und Energiesignaturen von Raumschiffen extraterrestrischer, technischer Zivilisationen zu suchen.
Eine weitere Möglichkeit ist der Aufbau eines Kommunikationsnetzwerkes, um mit einer anderen eventuell existierenden Zivilisation in Kontakt treten oder ein außerirdisches Kommunikationsnetzwerk auffinden zu können (Theorie/Spekulation). Elektromagnetische Wellen eignen sich aufgrund ihrer Geschwindigkeit gut zur Kommunikation und können auch zu einer einseitigen Informationsübertragung verwendet werden.
NASA-Marshall, JPL und AIAA führten 1999 theoretische Untersuchungen durch, Annihilation von Antimaterie und Kernfusion für Antriebe zukünftiger Raumfahrzeuge zu nutzen.
Anfang 2011 starteten DARPA und NASA-Ames das 100 Year Starship-Projekt. In diesem Forschungs- und Evaluierungsprogramm werden die Möglichkeiten und Herausforderungen von bemannten, interstellaren Langzeitflügen erforscht und Strategien entworfen. Im September 2011 fand in Orlando (Florida) das 100-Year Starship Symposium statt, bei dem detaillierter über erforderliche Technologien, Realisierung, Organisation und Finanzierung eines solchen Projektes referiert und diskutiert wurde. 2012 übernahm die ehemalige Astronautin Mae Carol Jemison die Leitung des Projekts. Die Finanzierung erfolgt durch die Defense Advanced Research Projects Agency und die NASA. Seit 2011 wird jedes Jahr ein öffentliches Symposium in Houston abgehalten.
Einige private, nicht gewinnorientierte Forschungsinitiativen, wie z. B. die Tau Zero Foundation, Icarus Interstellar und das Institute for Interstellar Studies, befassen sich ebenfalls mit der Erforschung neuer Technologien und mit Möglichkeiten für zukünftige interstellare Raumflüge. Im Mai 2013 fand in San Diego ein Symposium mit Freeman Dyson, Paul Davies, Gregory und James Benford, Jill Tarter, Robert Zubrin, Neal Stephenson und Geoffrey A. Landis, im August in Dallas ein Kongress, u. a. mit Friedwardt Winterberg, David Messerschmitt und Marc Millis, statt.
2017 gab die NASA bekannt, im Rahmen des NIAC-Programms (NASA Innovative Advanced Concepts) weiter unkonventionelle Ansätze erforschen zu wollen.

### Bücher
- Wernher von Braun: The next 20 years of interplanetary exploration. Marshall Space Flight Center, Huntsville 1965.
- Paul Gilster: Centauri dreams – imagining and planning interstellar exploration. Springer, New York 2004, ISBN 0-387-00436-X.
- Gregory L. Matloff: Deep-space probes – to the outer solar system and beyond. Springer, Berlin 2005, ISBN 3-540-24772-6.
- Grigor A. Gurzadyan: Space dynamics. Taylor & Francis, London 2002, ISBN 0-415-28202-0.
- Eugene F. Mallove, Gregory L. Matloff: The starflight handbook – a pioneer’s guide to interstellar travel. Wiley, New York 1989, ISBN 0-471-61912-4.
- Kelvin F. Long: Deep space propulsion – a roadmap to interstellar flight. Springer, New York, NY 2012, ISBN 978-1-4614-0606-8.
- Roger D. Launius et al.: Interstellar Flight and the Human Future in Space. S. 162–190 in: Robots in space – technology, evolution, and interplanetary travel. The Johns Hopkins University Press, Baltimore 2012, ISBN 0-8018-8708-9.
- Angela und Karlheinz Steinmüller: Andymon. Eine Weltraum-Utopie. Neues Leben, Berlin 1982. Zugleich: Union-Verlag, Stuttgart 1982, ISBN 3-8139-5611-3.

### Artikel
- Claudio Maccone: SETI, extrasolar planets search and interstellar flight – When are they going to merge? Acta Astronautica 64, S. 724–734, 2009, doi:10.1016/j.actaastro.2008.11.006.
- Robert H. Frisbee: Limits of Interstellar Fligh Technology. In Marc G. Millis (et al.): Frontiers of Propulsion Science. American Inst. of Aeronautics & Astronautics, Reston 2009, ISBN 1-56347-956-7, S. 31–126.
- Pharis E. Williams: Superluminal Space Craft. American Institute of Physics, Volume 1103, Melville 2009, S. 352–358, bibcode:2009AIPC.1103..352W.
- William B. Scott: To the Stars. Aviation Week & Space Technology, 1. März 2004, S. 50–52, PDF. (Seite nicht mehr abrufbar. Suche in Webarchiven). In: zpower.com. Abgerufen am 22. August 2012.
- I. A. Crawford: Interstellar Travel: A Review for Astronomers. Quarterly Journal of the Royal Astronomical Society, Vol. 31, S. 377–400, 1990, bibcode:1990QJRAS..31..377C.
- Harry O. Ruppe: Gedanken über die Möglichkeit interstellarer Raumfahrt. In: Ernst von Khuon (Hrsg.): Waren die Götter Astronauten? Wissenschaftler diskutieren die Thesen Erich von Dänikens. Econ, Düsseldorf 1970, ISBN 3-430-15382-4; Taschenbuchausgabe: Droemer, München/Zürich 1972, ISBN 3-426-00284-1, S. 104–112 (stark redigiertes und etwas gekürztes Originalmanuskript).
- J. F. Fishbach: Relativistic Interstellar Spaceflight. In: Astronautica Acta. Band 15, November 1969, S. 25–35.
- Carl Sagan: Direct Contact Among Galactic Civilizations by Relativistic Interstellar Spaceflight. In: Planet. Space Science (Journal). Band 11, 1963, S. 485–489.